# Das Familienjuwel
Das Familienjuwel (Originaltitel: The Family Jewels) ist eine amerikanische Filmkomödie von Jerry Lewis aus dem Jahr 1965. Die Hauptrollen spielen Jerry Lewis und Donna Butterworth.

## Handlung
Die zehnjährige Donna Peyton, Tochter eines Großindustriellen, hat ihre Eltern verloren. In seinem Testament hat ihr Vater festgehalten, dass sie sich unter einem seiner fünf Brüder einen neuen Vater aussuchen soll. Der sechste Bruder, das schwarze Schaf der Familie, der Gauner Bugs Peyton, wird für tot gehalten. Donna soll zwei Wochen bei jedem ihrer Onkel verbringen, um sie kennenzulernen und sich ein Bild von ihnen zu machen. Begleitet wird sie von ihrem Chauffeur und besten Freund Willard.
Donna ist von ihren Onkeln nicht besonders begeistert. Bei den Onkeln handelt es sich um einen zerstreuten Fotografen, einen miesen Zirkusclown, der sie gar nicht erst sehen will und sofort ins Ausland abhaut, einen in die Jahre gekommenen Seemann, der einst das eigene Schiff versenkte, einen schrulligen Piloten, der im Film seine ersten Passagiere überhaupt befördert und einen Sherlock Holmes imitierenden Wunsch-Engländer, der gezwungenermaßen wieder in den Staaten lebt. Donna wünscht sich eher, dass Willard ihr Vater werde, was nach Ansicht der Anwälte aber nicht möglich wäre.
Als Donna von Willard bei ihrem letzten Onkel abgesetzt wird, wird sie jedoch von Bugs (dem Gangster) entführt. Dieser will über sie an das Vermögen ihres verstorbenen Vaters herankommen. Als Willard davon erfährt, alarmiert er sofort die anderen Onkel. Mit einem Trick gelingt es Donna, Willard über das Telefon zu kontaktieren und ihren vermutlichen Aufenthaltsort zu nennen. Sofort eilt er ins Hafenviertel, wo er eine Militärparade vor das Versteck von Bugs umleitet und die Gauner mit einem Lautsprecherwagen ablenkt, bis Donna selbst fliehen kann.
Als Donna sich zum Schluss für einen entscheiden muss, erwählt sie Willard zu ihrem neuen Vater. Während die Anwälte versuchen, sie zu überzeugen, sich umzuentscheiden, taucht Willard im Clownskostüm auf und behauptet, der abgehauene Onkel zu sein. Donna erkennt ihn und wählt ihn aus. Am Ende verlassen Donna und Willard glücklich das Büro.

## Kritiken
Das Lexikon des internationalen Films bezeichnet die Produktion als „erfrischendes Lustspiel“ mit Jerry Lewis in siebenfacher Rolle und „bemerkenswerter Originalität“.